# 제2회 제천국제음악영화제
제2회 제천국제음악영화제는 2006년 8월 9일에 열린 시상식이다.

## 수상 및 후보

### 제천영화음악상
- 신병하 수상
- 티켓 - 임권택
- 접시꽃 당신 - 박철수

### 시네 심포니
- 크.레.이.지 - 장 마크 발레
- 고라 행성의 불청객 - 오메르 파루크 소락
- 홀드 업 다운 - 다나카 히로유키
- 체코식 바캉스 - 이리 베데렉
- 연애의 법칙 - 임자총
- 메이드 첩보대작전 - 용유스 통콘툰
- 신주쿠 지골로 - 맥조휘
- 허공 위의 토끼 - 티그란 케오사얀
- 시몬 - 에디 테르스탈
- 도쿄 좀비 - 사토 사키치
- 천하무적 - 펑샤오강

### 뮤직 인 사이트
- 밥 딜런의 전설 - 루빈‘허리케인’카터 - 제인 프라이스
- 매드하우스의 밥 딜런 - 안소니 월
- 미녀와 망나니 - 도메 카루코스키
- 분노의 채널 - 아낫 할라치미
- 호로비츠를 위하여 - 권형진
- 히틀러 칸타타 - 쥬타 브뤼크너
- 우유와 아편 - 조엘 팔롬보
- 모차르트를 위하여 - 래리 와인스타인
- 1분짜리 모차르트 - 미카엘라 쉬웬트너 외
- 광란 - 조지 지토스
- 망명자 올스타 밴드 - 잭 나일스
- 아이슬란드의 외침 - 아리 알렉산더 에르지스 마그누손
- 침묵의 소리 - 일로나 지오크

### 주제와 변주
- 흑인 오르페 - 마르셀 까뮈
- 하바나 블루스 - 베니토 잠브라노
- 라스트 반도네온 - 알레한드로 새더만
- 음악은 향기 - 마리아 베타니아 - 조르쥬 가쇼
- 이것이 보사노바 - 파울루 디아구
- 부에노스 아이레스여 안녕 - 12 탱고 - 아르네 비르켄슈톡

### 영화음악 회고전
- 8과 1/2 - 페데리코 펠리니
- 태양은 가득히 - 르네 클레망
- 길 - 페데리코 펠리니
- 레오파드 - 루치노 비스콘티

### 패밀리 페스트
- 올웨이스 - 3번가의 석양 - 야마자키 타카시
- 다니엘과 수퍼독 - 앙드레 멜랑송
- 하우스 키 - 지아니 아멜리오
- 레지나! - 마리아 시거다도티어
- 개구리 중사 케로로 - 최종병기 키루루 - 곤도 노부히로 외
- 비투스 - 프레디 M. 무러